# 8700 Gevaert
8700 Gevaert este un asteroid din centura principală de asteroizi.

## Descriere
8700 Gevaert este un asteroid din centura principală de asteroizi. A fost descoperit pe 14 mai 1993 la Observatorul La Silla de Eric Walter Elst. El prezintă o orbită caracterizată de o semiaxă mare de 3,19 ua, o excentricitate de 0,16 și o înclinație de 1,1° în raport cu ecliptica.